# Урусов, Александр Петрович (1768)
Князь Александр Петрович Урусов (1768—1835) — командир эпохи наполеоновских войн, генерал-майор Русской императорской армии.

## Биография
Александр Урусов родился в 1768 году; происходил из княжеского рода Урусовых: сын знаменитого московского театрала Петра Васильевича Урусова (1733—20.07.1813) и Александры Сергеевны Салтыковой. Двоюродный брат Урусовых: Никиты Сергеевича и Александра Михайловича.
В десять лет был записан на воинскую службу в Преображенский лейб-гвардии полк в качестве фурьера, 1 января 1790 года Урусов был выпущен в войска капитаном в Навагинский пехотный полк, с которым сражался на территории Финляндии в ходе Русско-шведской войны 1788—1790 гг. Произведён в полковники 27 (16) февраля 1790 года.
С 8 августа (27 июля по старому стилю) 1804 года — командир Ладожского мушкетерского полка.
16 (4) сентября 1805 года произведён в чин в генерал-майора и назначен шефом Калужского мушкетерского полка.
23 (11) ноября 1806 года Высочайшим приказом за «совершенную неисправность полка от упущения по службе и слабой взыскательности с подчиненных» отстранён от службы.
После вторжения Наполеона в пределы Российской империи, Урусов вернулся в строй, был назначен командиром бригады 4-го пехотного корпуса и принял участие в ряде битв Отечественной войны 1812 года.
После изгнания неприятеля из России, принял участие в заграничном походе русской армии, приняв 4 июня (23 мая) 1813 года командование 8-й пехотной дивизией.
В ходе сражения при Вошане 14 (2) февраля 1814 года, направляясь с двумя полками на соединение с союзническим прусским корпусом генерал-лейтенанта Ганса Эрнста Цитена, ночью был окружен французской кавалерией у деревни Этож. В ходе кровопролитного сражения получил три штыковых ранения в ногу и был пленён французами. После войны, вернувшись из плена, 25(13) декабря 1814 года, по состоянию здоровья, отправлен в почётную отставку.
Князь Александр Петрович Урусов скончался 29 (17) октября 1835 года и был похоронен в городе Москве на Ваганьковском кладбище; могила утрачена.
От брака с дочерью адмирала Семёна Афанасьевича Пустошкина оставил двух дочерей.